# Kostel svatého Cyrila a Metoděje (Ratíškovice)
Kostel svatého Cyrila a Metoděje  je římskokatolický chrám v Ratíškovicích v okrese Hodonín. Jde o farní kostel římskokatolické farnosti Ratíškovice. Je chráněn jako kulturní památka České republiky.

## Historie
V polovině patnáctého století byl v obci postaven nejstarší kostel, o jehož zániku nejsou bližší zprávy. Další kaple byla v Ratíškovicích postavena v polovině století sedmnáctého. Mše v ní byly slouženy od roku 1797.  Současný farní kostel byl vybudovaný v letech 1855 až 1857.
Kostel byl postaven podle plánů hodonínského stavitele Josefa Lichta ve slohu historického romantismu. Ke kostelu přiléhá budova fary a hřbitov. Součástí mobiliáře kostela je dřevěná soška Panny Marie s Ježíškem v náručí, je jednou z nejhodnotnějších součástí chrámového mobiliáře. Jde o dílo datované kolem roku 1400, barokní korunka je instalována dodatečně. Původ sošky a cesta, jak se toto gotické dílo dostalo do ratíškovické farnosti, jsou neznámé.